# Безіменка (притока Стубли)
Безіменка — річка у Володимирецькому районі Рівненської області, права притока Стубли (басейн Дніпра).

## Опис
Довжина річки 13 км, похил річки — 0,46 м/км. Формується з багатьох безіменних струмків. Площа басейну 163 км².

## Розташування
Бере початок на північній стороні від смт Володимирець і тече переважно на північний захід. На південний захід від села Степангород впадає у річку Стублу, праву притоку Стири.
Населені пункти вздовж берегової смуги: Радижеве, Хиночі.